# Bezpečný sex
Bezpečný sex, zvaný též přesněji bezpečnější sex, je sada praktik určených pro redukci rozšíření AIDS a sexuálně přenosných infekcí - STI (anglicky Sexually Transmitted Infection), též nazývaných sexuálně transferované nemoci nebo STN (anglicky sexually-transmitted diseases - STD). Souvisící termín nebezpečný sex označuje sexuální aktivitu bez použití kondomu nebo preventivních prostředků proti STI.
Bezpečnější sex je strategie snižování rizika infekce, ne kompletní eliminace rizika.

## Opatření pro bezpečný sex
Sexuální pedagogové doporučují použití některých forem bariérové ochrany pro všechny sexuální aktivity, které potenciálně mohou způsobit výměnu tělesných tekutin s infikovaným partnerem.

### Abstinence
I když sexuální abstinence zcela eliminuje riziko vzniku těhotenství a z velké části i přenosu STI, technicky to není metoda provádění „bezpečného sexu“. Osamělá masturbace (včetně „sexu po telefonu“ a „počítačového sexu“ (anglicky „cybersex“)) je zcela bezpečná. Samotná abstinence samozřejmě neřeší problém přenosu STI jinými cestami (infikovaný zdravotnický materiál - například jehly při aplikaci drog, nebo infikované krevní deriváty).

### Sociální metody
Kromě úplné abstinence a masturbace doporučují zastánci bezpečného sexu některou z následujících metod, které mohou minimalizovat riziko přenosu STI a těhotenství během sexuální aktivity.
- Monogamie - sex s jediným partnerem. Ale nutno upozornit, že mnoho monogamních lidí bylo infikováno STI od nemonogamního partnera.
- Poznání svého partnera, zvláště verifikace před stykem, že nemá STI.
- Léčba existujících STI.
- Pro nemonogamní lidi redukce počtu sexuálních partnerů, zvláště anonymních sexuálních partnerů, co též redukuje potenciální nákazu STI.
- Vyhnutí se rekreačním drogám včetně alkoholu, protože zvyšují pravděpodobnost, že partneři mohou být nedbalí k jiným pravidlům bezpečného sexu.

### Prevence výměny tělesných tekutin
Vyhnutí se každému kontaktu s krví, vaginální tekutinou a semenem partnera:
1. Použití kondomů. Kondom zakrývá penis během sexuální aktivity. Nejčastěji jsou vyráběny z latexu, ale může být též použit polyuretan (PUR) pro ty, kteří mají latexovou alergii. Polyuretan je považován za bezpečný materiál pro kondomy, protože je bez pórů a viry přes něj neproniknou. Ale zatím je méně prozkoumaná jeho efektivita než u latexu. Kondomy vyrobeny ze zvířecí kůže nebo střev nejsou považovány za bezpečné, protože mají póry a viry jako HIV přes ně proniknou. (Článek kondom obsahuje víc detailů o správném použití kondomů.)
2. Ženský kondom - je vložen do vaginy před stykem.

## Neefektivní metody
Většina ostatních metod antikoncepce (prevence otěhotnění) než uvedené bariérové metody není efektivní při prevenci nákazy STI.
V 70. a 80. letech 20. století byla prokázána účinnost spermicidu nonoxynol-9 proti organismům způsobující kapavku a chlamydiové infekce. Pozdější studie ale prokázaly, že Nonoxynol-9 je dráždivý a může způsobit malé trhliny v slizničních membránách. Ty mohou zvýšit riziko přenosu, protože poskytují patogenům body snazšího vstupu do organismu. Kondomy s lubrikantem nonoxynol-9 proto už nejsou propagovány jako ochrana proti nákaze. Ale je lepší použít kondom s nonoxynolem-9 než žádný kondom.
Přerušovaná soulož (nebo „vytažení“), při které je penis vytažen z vaginy před ejakulací (vystříknutím semene), nepatří mezi metody bezpečného sexu, protože může způsobit nákazu STI nebo těhotenství. Je to způsobeno formováním pre-ejakulátu - tekutiny (která může obsahovat spermie) prosakující z močové trubice už před vlastní ejakulací. Navíc otevřená ranka u některého z partnerů může také umožnit přenos infekce.